# 国司苛政上訴
国司苛政上訴（こくしかせいじょうそ）は、日本の平安中期に郡司・田堵・負名・百姓階層が地方官である国司（受領）の苛政・非法を中央政府（太政官）へ訴えた行為、現象または闘争形態。国司苛政愁訴（-しゅうそ）とも。地方の郡司・百姓らが上京し、大内裏の陽明門（内裏の公門とされていた）前で国司の苛政・非法を太政官へ訴えるという形態が通例であった。10世紀後期から現れ始め、藤原道長執政期を中心に頻発したが、次第に沈静化していき、11世紀40年代には終息した。

## 概要
史料上の国司苛政上訴の初見は、974年（天延2）に尾張国の百姓らが国守藤原連貞の非法を太政官へ訴えた事例である。本来、律令の規定によれば、百姓は訴訟権が認められていたが、規定外の機関への訴訟提起（越訴）は禁じられていた。国司苛政上訴は明らかに越訴の形態をとっており、このような越訴が承認されるようになった理由は明らかでないが、受領による国内支配の強化への妥協と見る説と、郡司層が旧来の権利を失った代替として越訴権が与えられたとする見解が提出されている。
その後、1040年代までの約60年間に渡り、史料に残るだけでも約20数件の事例が検出されている。中でも著名なのが988年（永延2）11月8日付けの「尾張国郡司百姓等解文」であり、尾張の郡司・百姓層が国守藤原元命による非法・濫行横法31条を訴えた事例で、この結果、元命は国司を罷免されている。
このように当初は太政官が郡司・百姓らの主張を認め、国司を解任することが基調となっていた。しかし、郡司・百姓層の要求が多分に自利的であることに藤原道長を首班とする太政官も次第に気付き始め、1010年代後期～1020年代にかけて国司解任に至る事例は約5割から約2割へと激減していった。ただし、こうした見方には異論もあり、解任されなかった国司の多くが摂関家の家司など、藤原道長・頼通父子に近い人物が多く、権力者によって恣意的に任じられた国司に対しては治績内容が問われることなくなり、国司苛政上訴による訴えや受領功過定による問題点の指摘があったとしても、権力者の意向を慮って国司に対する処分が行われなくなったために、上訴の意味がなくなったとする説もある。
そして、1040年代の事例を最後に国司苛政上訴はほとんど見られなくなった。

## 評価
戦前（1940年代以前）は平安時代を王朝政治の形骸化・地方政治の荒廃が進んだ時期と解釈し、国司苛政上訴についても、受領層が私利私欲に溺れ、地方政治が混乱していたことの現れとする評価が一般的だった。
戦後になると、王朝国家体制論のもとで国司苛政上訴に対して根本的に異なる評価が与えられた。10世紀前期ごろから、人民百姓を戸籍・計帳により把握する律令制的な人別支配が崩壊し、朝廷は租税収入を確保するために、諸国の国衙領を名田という単位へ分割し、在地の富豪層（田堵）へ名田経営と租税納入を請け負わせる支配体制へと移行した。これを負名体制といい、負名体制を基盤とする国家体制が王朝国家体制であるが、こうした流れの中で国司行政も、所定の租税（官物・雑役など）の納入のみが求められ、その他は現地赴任の筆頭国司の裁量に任されるようになった。このような国司を受領という。受領は、自らの判断で国内支配することが許されたため、郡司・田堵・負名・百姓層から苛烈な収奪をすることが可能となり、それに反発した郡司・百姓層が階級闘争として国司苛政上訴を行った。そして、国司苛政上訴が功を奏し、太政官の政策に影響を与え、国内の税率を固定化する「公田官物率法」が1040年代に制定され、受領の恣意的支配が抑制されたため、国司苛政上訴も沈静化した、とする評価である。
以上の考え方に対して、当時の受領層は必ずしも私欲的に郡司・百姓層を抑圧していたのではないとする考えもある。個別の国司苛政上訴事案を観察すると、訴えられた国司らは、慣例で免除されていた税目を法令どおりに課税したり、当時よく発令された天皇代替わり新制に伴う地方税制に則った課税を行ったりと、彼らの遵法的な行政姿勢が見て取れる。貪欲な受領とされることの多い藤原元命だが、当時、花山天皇が即位直後に地方税制の改革など積極的な政策展開を行っており、元命はこの花山新制の方針を遵守したに過ぎないとする見方もある。これらから、負名体制が本来的に有していた矛盾が国司苛政上訴という形態で現れたと評価する見解が提出されている。実際、長門国守と紛争を起こした在庁官人が意趣返し的に苛政上訴を行う事例や、丹波国守を苛政上訴していた百姓らがその直後に当該国守を称揚する書状を提出した事例、上訴百姓が京にある国守宅に焼き打ちした事例など、むしろ郡司・百姓層に私欲的な姿勢を見いだすこともできる。この見解では、郡司・百姓層が在庁官人として国衙行政に取り込まれていったことにより、国司苛政上訴が消滅したとしている。
また、10世紀後期には国衙職員と郡司が雑色人（ぞうしきにん）と一体的に呼ばれるようになっており、この雑色人が在地支配層と連携し、国司・受領層と対抗したことが国司苛政上訴として現れたとする見解も出されている。
そもそも、これらの歴史的事件を評価するときに念頭に置いておかなければならないのは、受領層に対して闘争を行った百姓層とは決して受領の収奪にあえぐ零細な農民などではなく、隷属民や私兵を多数擁して地域支配や産業において莫大な利権を持ち、国衙と負名契約を結んでいた、農業など諸産業の大規模経営者であったということである。こうした闘争をどう評価するにせよ、地域統治と収税の効率化のためにこうした富豪百姓層の成長を助け、彼らが莫大な利権を獲得する契機を与えたのはまぎれもなく受領を筆頭とする国衙機構であった。この闘争は正にそうして発生した富をめぐって朝廷から地方統治と租税徴収を任された受領と、富を集積していた富豪百姓層が、激しく衝突したものだったのである。こうした事情は田堵、負名、受領、百姓、武士といった関連諸項目をも参照のこと。